# Himantozoum taurinum
Himantozoum taurinum är en mossdjursart som beskrevs av Harmer 1926. Himantozoum taurinum ingår i släktet Himantozoum och familjen Bugulidae. Inga underarter finns listade i Catalogue of Life.